# Moshoeshoe II của Lesotho
Moshoeshoe II (2 tháng 5 năm 1938 – 15 tháng 1 năm 1996), tên khai sinh là Constantine Bereng Seeiso, là Thủ lĩnh tối cao của Basutoland, kế nhiệm thủ lĩnh tối cao Seeiso từ năm 1960 cho đến khi đất nước giành được độc lập hoàn toàn từ Đế quốc Anh vào năm 1966. Ông là Vua của Lesotho từ năm 1966 cho đến khi ông bị lưu đày vào năm 1990, và lên ngôi lần 2 từ năm 1995 cho đến khi ông qua đời do tai nạn xe vào năm 1996. Con trai ông là Letsie III đã lên kế vị và trị vì Lesotho cho đến tận ngày nay.

## Cuộc sống đầu đời

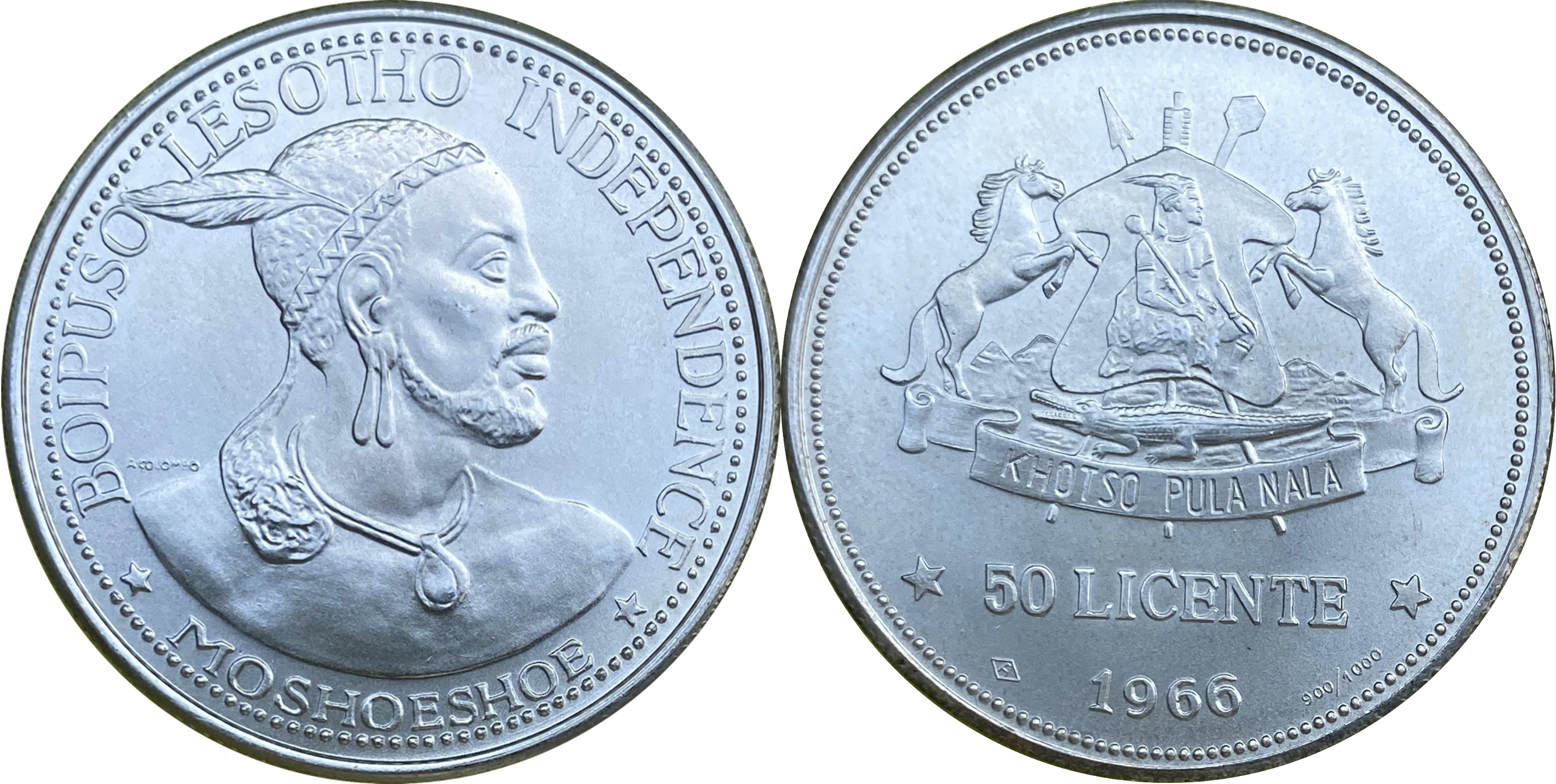
Xu bạc: 50 licente với chân dung của Moshoechoe II ở mặt trước, đúc vào năm 1966, năm mà Vương quốc Lesotho ra đời

Moshoeshoe sinh ra với tên Constantine Bereng Seeiso và là hậu duệ của người sáng lập quốc gia, Moshoeshoe I, và vương hiệu của ông sau này được đặt theo tên này. Seeiso được học tại trường Cao đẳng Roma ở Lesotho, sau đó (dường như chạy trốn vì tin đồn cha dượng ông có ý định đầu độc mình) được gửi đến Anh, đầu tiên ông học tại trường Ampleforth College và sau đó là trường Corpus Christi College, Oxford. Khi ở đó, ông sống cuộc sống của một quý ông miền quê nước Anh, với các thú chơi như săn bắn, bắn súng và câu cá.